# 穗平鮋
穗平鮋為輻鰭魚綱鮋形目鮋亞目平鮋科的其中一種，為溫帶海水魚，分布於東太平洋美國阿拉斯加至墨西哥下加利福尼亞海域，棲息深度0-128公尺，體長可達56公分，棲息在沿岸岩石底質海藻床，卵胎生，幼魚為浮游性，生活習性不明，可做為食用魚及觀賞魚，具有毒棘。